# Jim Cherry
James Paul Cherry III, né le 2 août 1971 à Simi Valley (Californie) et mort le 7 juillet 2002, était un musicien américain, connu pour avoir été le bassiste du groupe de punk rock Strung Out. Il a aussi été le guitariste du groupe Pulley, et le bassiste et le chanteur du groupe Zero Down.
Si la mort de Jim Cherry a d'abord été présumée due à une overdose de drogues, il s'est révélé que Cherry n'en consommait pas, et qu'il est mort à la suite de problèmes cardiaques.
À la suite de sa mort, la communauté punk rock a réagi à travers la musique. Son ancien groupe Strung Out lui a dédié la chanson Swan Dive dans leur album Exile in Oblivion en 2004 ; Pulley lui a dédié l'album Matters, ainsi que la chanson Thanks. Il est aussi mentionné dans le morceau de NOFX Doornails, sur l'album Wolves in Wolves' Clothing.

## Discographie

### AvecStrung Out
- Another Day in Paradise (Album), 15 mai 1994
- Suburban Teenage Wasteland Blues (Album), 23 avril 1996
- Crossroads & Illusions (EP), 7 avril 1998
- Twisted By Design (Album), 5 mai 1998
- The Skinny Years... Before We Got Fat (Compilation), 10 novembre 1998

### AvecPulley
- Esteem Driven Engine (Album), 8 octobre 1996
- 60 Cycle Hum (Album), 7 octobre 1997
- @#!* (Album), 23 mars 1999

### Avec Zero Down
- With A Lifetime To Pay (Album), 20 février 2001